# Jean Dunn
Jean Dunn (1934) va ser una ciclista britànica. Especialista en la velocitat, va aconseguir 5 medalles consecutives de bronze als Campionats mundials de l'especialitat, sempre al darrere de les ciclistes soviètiques, especialment de Galina Iermolàieva i Valentina Maksímova